# Oratorio di San Bernardo (Cisliano)
L'oratorio di San Bernardo (detto anche per esteso oratorio dei santi Bernardo, Macario e Bordone) è un edificio religioso della Chiesa cattolica, sito nel comune di Cisliano, nell'abitato di Cascina Scanna.

## Storia

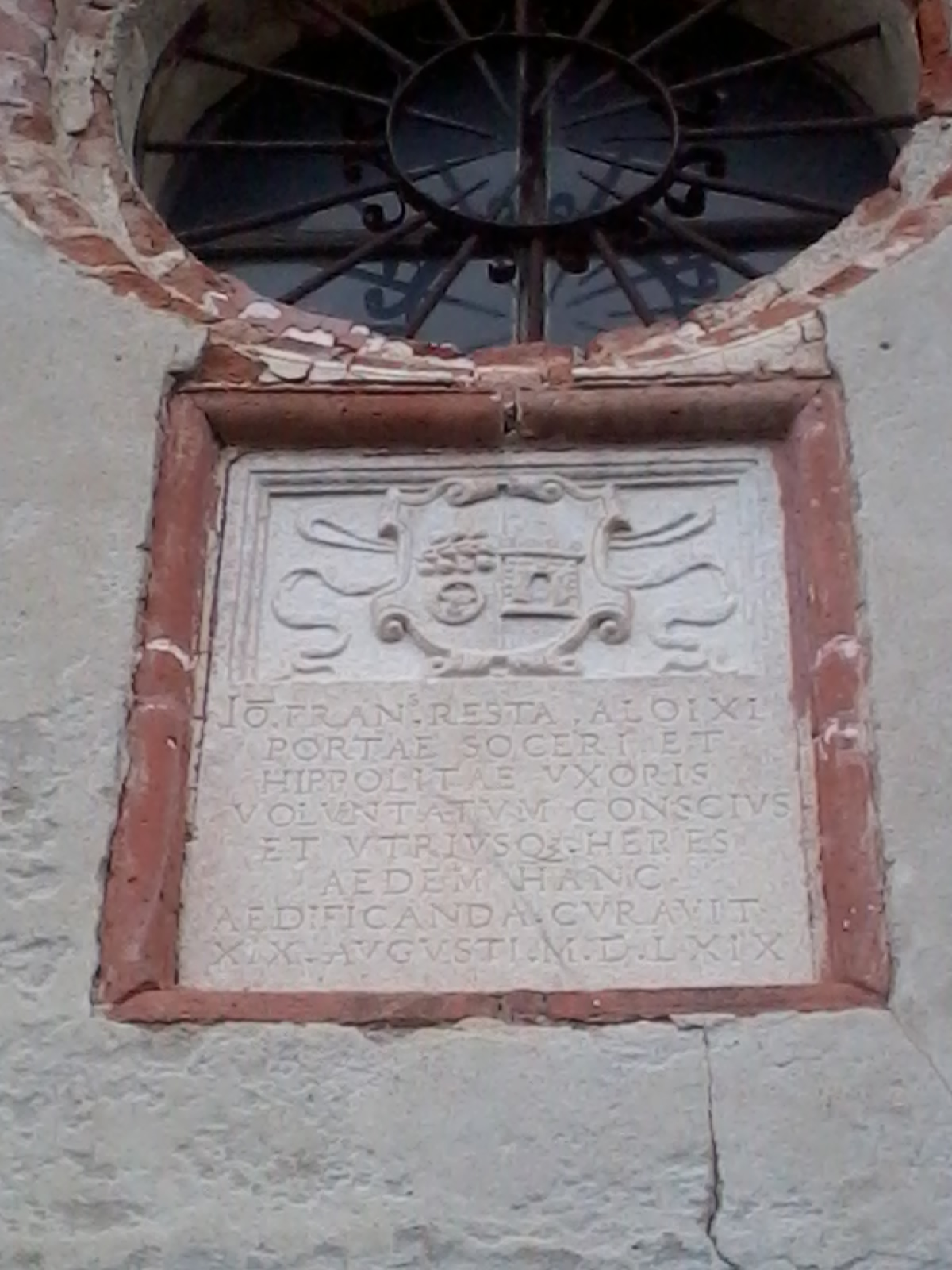
Lapide posta sopra il portale d'ingresso dell'oratorio e voluta dal nobile Giovanni Francesco Resta per commemorare l'erezione della chiesa

Il progetto dell'edificio venne predisposto tra la fine del Quattrocento dalla parrocchia di Cisliano con i contributi dei nobili Della Porta che erano i possidenti della Cascina Scanna nonché degli abitanti del complesso che volevano costituire ivi un luogo di culto ove officiare la messa senza doversi recare necessariamente in paese dal quale la cascina distava parecchio. Per questo scopo venne costruita una primitiva cappelletta che rimase in carico ai Della Porta. 
Già a metà del XV secolo, l'oratorio vessava in pessime condizioni e per questo alla fine del Cinquecento, grazie ai lasciti testamentari di Luigi della Porta, il genero nobile Giovanni Francesco Resta e la figlia Ippolita si impegnarono come da sua volontà a restaurare ed abbellire la chiesa dando inizio ai lavori il 19 agosto 1569.
La struttura venne completata nel 1573 e sappiamo che già all'epoca della visita pastorale di san Carlo Borromeo in questi luoghi nel 1582, la chiesa disponeva di un curato stabile la cui nomina spettava di diritto ai nuovi patroni della chiesa, ovvero ai conti Resta.
La chiesa, assieme all'abitato della Cascina Scanna, rimase di proprietà della famiglia Resta sino all'Ottocento.

## Struttura
La struttura della chiesa si presenta ancora oggi in stile rinascimentale magnificamente conservato, senza ancora quelle tracce di manierismo che pure perdurarono durante il XVI secolo. La struttura è leggermente sopraelevata, così pure l'abside, il che ha consentito una minore risalita dell'umidità del terreno nel corso dei secoli, preservando al meglio la struttura.
L'esterno è a pianta quadrata, decorato con lesene ed archi chiusi con particolari in cotto originali, mentre la facciata è semplice, squadrata, contraddistinta dal medesimo motivo e da un rosone centrale in cotto con una lapide in marmo commemorativa della fondazione, riportante lo stemma della famiglia Resta e la seguente iscrizione:
(Iscrizione sopra il portale dell'oratorio)
Rilevante è anche il campanile, di pieno stile rinascimentale in mattoni, con un piccolo concerto di due campane, visibilissimo anche da notevole distanza.
L'interno è stato pesantemente rimaneggiato: sulla parete di fondo dell'altare maggiore, si trovava sin dal 1604 (in corrispondenza della visita pastorale dell'arcivescovo Federico Borromeo) un affresco raffigurante una Madonna con Bambino in braccio che però venne successivamente ricoperta da un altare più alto in legno e da un dipinto raffigurante "San Bernardo accolto in cielo" di autore anonimo, pitture che per secoli fecero scomparire tracce degli antichi dipinti, al punto che lo stesso cardinale Pozzobonelli nella visita pastorale del 1760 riporta queste ultime pitture. I dipinti vennero riportati alla luce con lo spostamento dell'altare in data imprecisata, ma si trovarono estremamente deteriorati e con diversi buchi nella parete.
Dopo secoli di semiabbandono, nel 1966 si eseguono i primi rifacimenti alla chiesa che viene restaurata esternamente, mentre l'affresco all'interno viene completamente ridipinto con aggiunte integrative: la Madonna e il Bambino vennero restaurati ma inseriti in un nuovo contesto pittorico contraddistinto da un ambiente architettonico a volte su pilastri rinascimentali con putti musicanti, con un pavimento a scacchiera ed un altare dipinto. Le figure centrali sono inoltre affiancate da San Bernardo, patrono della chiesa, e da un santo vescovo. Queste ridipitture ed aggiunte rendono oggi estremamente difficile valutare l'opera.